# Lanciers lituaniens de la Garde impériale
Vous lisez un « bon article » labellisé en 2014.  Il fait partie d'un « bon thème ».
Pour un article plus général, voir Cavalerie de la Garde impériale (Premier Empire).
Le 3e régiment de chevau-légers lanciers de la Garde impériale est une unité de cavalerie légère de la Garde impériale, créée par Napoléon Ier et en service dans l'armée française de juillet 1812 à mars 1813.
Souhaitant exploiter le potentiel militaire de la Lituanie, Napoléon incorpore dans son armée plusieurs corps de troupes issus de cette région, dont certains sont intégrés à la Garde impériale. Le 3e lanciers de la Garde est ainsi formé pendant la campagne de Russie avec des membres de la noblesse lituanienne. Il est placé sous le commandement du général Jan Konopka, ex-major des lanciers polonais de la Garde. 
Chargés de se rendre à Minsk en octobre 1812, deux escadrons sous les ordres de Konopka sont anéantis en chemin à Slonim par les troupes russes ; les deux derniers escadrons constituent dès lors le noyau du corps. Le 3e lanciers est finalement dissous le 22 mars 1813 et ses éléments incorporés aux lanciers polonais de la Garde impériale.

## Organisation
Au début de la campagne de Russie en 1812, la Grande Armée est accueillie avec enthousiasme par la population lituanienne, si bien que Napoléon décide de tirer parti de la situation. Le 5 juillet 1812, il décrète la formation d'un 3e régiment de lanciers intégré à la Garde impériale. Son effectif théorique est de 1 280 hommes (62 officiers et 1 218 cavaliers) répartis en cinq escadrons à deux compagnies chacun ; dans la pratique, seuls quatre escadrons sont toutefois mis sur pied.
Deux escadrons sont alors formés à Varsovie avec des nobles lituaniens,. Le général Jan Konopka, major du 1er régiment de lanciers polonais de la Garde, prend le commandement du corps,. Il est assisté par les majors Casimir Tanski et Joseph Chlusowicz, nommés respectivement le 1er et le 3 août 1812. Les volontaires doivent se procurer à leurs frais l'uniforme, le cheval ainsi que l'équipement nécessaire. Le décret fixe la taille des chevaux entre 4 pieds 6 pouces et 4 pieds 9 pouces ; la paye est identique à celle du 2e régiment de lanciers de la Garde.
Dans une lettre datée du 29 septembre 1812, Napoléon écrit à Hugues-Bernard Maret, son ministre des Relations extérieures :

« Le colonel du 3e régiment des lanciers de la Garde s'est procuré, à ce qu'il paraît, 1 200 chevaux ; écrivez-lui d'en faire mettre en marche 500, aussitôt qu'il les aura disponibles, et de compléter sur-le-champ son régiment à 1 200 hommes, chevaux et harnais. Je crois qu'il a reçu de l'argent et qu'il ne doit y avoir aucune objection. »

## Désastre de Slonim

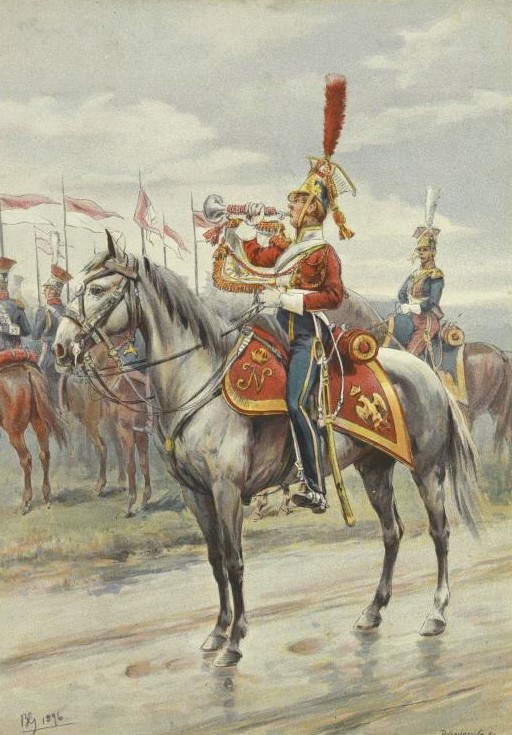
Trompette du 3e régiment de lanciers de la Garde impériale (peinture de Bronisław Gembarzewski, 1896).

Dans le cadre de la campagne de Russie qui commence à l'été 1812, le régiment est attaché au 7e corps saxon de la Grande Armée. Au mois d'octobre, le général Konopka reçoit à Grodno l'ordre de conduire ses deux escadrons à Minsk, et décide en chemin de faire une halte au village de Slonim. Les lanciers y cantonnent plusieurs jours, en dépit des remarques du colonel-major Tanski qui est renvoyé à Grodno par Konopka. 
Le 19 octobre, la nuit suivant le départ de Tanski, le 3e lanciers est attaqué par surprise par les troupes russes du général Eufemiusz Czaplic, appartenant au corps d'armée de l'amiral Tchitchagov,. Konopka, blessé, est fait prisonnier avec 55 officiers et sous-officiers, cinq trompettes et 186 chevau-légers, les autres étant tués ou blessés,. Paul Lindsay Dawson fait quant à lui état de 14 officiers (dont Konopka) et de 253 cavaliers capturés. Les lanciers perdent en outre les papiers et la comptabilité du corps ainsi qu'un important matériel.
Les deux autres escadrons récemment formés à Grodno, sous les ordres du major Tanski, constituent dès lors le 3e lanciers et reçoivent en janvier 1813 un renfort de 60 gendarmes lituaniens. Le même mois, les chevau-légers sont rattachés au lanciers polonais du 1er régiment. Le 22 mars 1813, le corps est officiellement dissous et ses éléments versés au 1er régiment de lanciers de la Garde, mais cette fusion n'est effective que le 11 avril suivant.

## Uniformes
« Le général Konopka formait [le régiment] pour la garde de Napoléon ; il était composé en grande partie de jeunes gens des premières familles de Lituanie et de Volhynie ; on ne peut se faire une idée de la richesse et de l'élégance de leurs costumes et de la beauté de leurs chevaux. »

— Propos d'Alexandre Andrault de Langeron, général français au service de l'Empire russe, dans ses Mémoires.
Les uniformes du régiment sont confectionnés sous la responsabilité du lieutenant Cichocki, chargé de l'habillement. Dans l'impossibilité d'établir un magasin de fournitures dans un pays en guerre, les lanciers reçoivent leurs effets au fur et à mesure des villages rencontrés et des contrats passés entre l'officier d'habillement et les habitants locaux.
La tenue est similaire à celle des lanciers polonais du 1er régiment ; seuls les boutons, de couleur laiton ou doré, ainsi que le passepoil et les cordons, jaunes ou or, diffèrent. Une illustration parue dans l'ouvrage Napoleon's Polish Lancers of the Imperial Guard de Ronald Pawly, montre un lancier du 3e régiment inspiré d'une aquarelle contemporaine. Le cavalier représenté revêt un chapska en drap cannelé cramoisi, surmonté d'un plumet blanc, avec cordons et raquettes de même. Le chapska est orné sur le devant d'une plaque en cuivre. Le « kurtka » (habit) est bleu à revers cramoisis, avec galon et boutons blancs. Les parements et retroussis sont cramoisis et passepoilés de blanc. L'épaulette, l'aiguillette et le ceinturon sont blancs. Le pantalon de route est en toile grise, avec une bande cramoisie garnie d'une rangée de boutons blancs. Chez les trompettes, le chapska est blanc avec cordons jaunes ou cramoisis et plumet cramoisi. Le kurtka est cramoisi à revers blancs et passepoil d'or. Le pantalon est bleu avec une double bande jaune.